# Bel-Ami
Bel-Ami är en roman från 1885 av den franske författaren Guy de Maupassant. Den handlar om hur en korrupt journalist, Georges Duroy, gör karriär inom Paris' societet genom att förföra och manipulera inflytelserika kvinnor. Boken gavs först ut på svenska 1885 med titeln Qvinnogunst. Den har nyöversatts flera gånger; en översättning som utkommit i flera upplagor är Victor Hovings från 1945.
Boken har stått som förlaga för en rad filmer. Bland dem märks exempelvis den amerikanska Bel Amis kärleksaffärer från 1947, en västtysk TV-film från 1968 i regi av Helmut Käutner, den svenska pornografiska filmen Bel Ami från 1976, och en brittisk film från 2012 med samma titel, med Robert Pattinson i huvudrollen.